# عسل ورماد (فلم)
عسل ورماد فيلم تونسي درامي تم انتاجه عام 1996.

## طاقم العمل

### ابطال الفيلم
- سليم الأرناؤوط
- نزهة خوادرة
- سامية مزالي
- جمال ساسي
- منى نور الدين
- لارا الشواشي
- آمال الهذيلي

### الألحان والموسيقى التصويرية
- جان فرانسوا بافار
- مامى ازنراز
- سليم الأرناؤوط

### الاخراج
- ناديا فارس المخرج
- معز كمون مساعد مخرج

### التصوير
- إسماعيل راميريز

### مونتاج
- كاهنة عطية ريفارى (مونتير)

### الصوت
- الهاشمي جولاق (مهندس الصوت)

## روابط خارجية
- مقالات تستعمل روابط فنية بلا صلة مع ويكي بيانات